# Oscilații induse de pilot
Oscilațiile induse de pilot sunt cuplaje inadvertente între pilot și aeronavă. Acestea pot avea ca efect pierderea controlului asupra aeronavei.